# Чёрная, Тамара Трофимовна
Тамара Трофимовна Чёрная (укр. Тамара Трохимівна Чорна; 1 мая 1920, с. Желобы, Томашпольский район, Винницкая область, УССР — 28 мая 2016, Харьков, Украина) — советский и украинский инфекционист, доктор медицинских наук, профессор, заведующая кафедрой инфекционных болезней Харьковского медицинского института (1969—1992).

## Биография
Родилась в крестьянской семье. Воспитанием детей в семье занималась мать, отец умер рано, когда дочери было всего полтора года. Ещё с детства мечтала стать врачом. Детей в семье было пятеро, но мать смогла всем дать образование. Четверо стали учителями, а Тамара выбрала медицину. После окончания школы поступила в Киевский медицинский институт в 1938 году. Одновременно с обучением она работала вакцинаторам в районной санэпидстанции, а затем медсестрой инфекционного отделения. После окончания института в эвакуации в Челибинск в 1942 году Т. Т. Чёрная сразу пошла в действующую армию на Сталинградский фронт. Затем были Ленинградский, 2-й и 3-й Прибалтийские фронта. Тамара Трофимовна была врачом разведывательной роты, руководителем санитарной службы отдельных воинских частей, имела воинское звание капитана медицинской службы. Она спасла жизнь многим раненым. За участие в Великой Отечественной войне Тамара Трофимовна была отмечена многими медалями и орденами Отечественной войны 1-й и 2-й степеней.
После войны Т. Т. Чёрная работала эпидемиологом, затем — главным врачом районной санэпидстанции. В 1953 Тамара Трофимовна окончила клиническую ординатуру Киевского медицинского института и была назначена ассистентом кафедры инфекционных болезней этого же института, где её учителями были известные педагоги, учёные — профессора А. М. Зюков, Б. Я. Падалка, академик Л. В. Громашевский. В 1956 гг. под руководством Б. Я. Падалки она защитила кандидатскую диссертацию, посвященную иммунодиагностике брюшного тифа при проведении антибиотикотерапии. В 1968 Т. Т. Чёрная становится доцентом кафедры инфекционных болезней Киевского медицинского института. В сентябре 1969 года Тамара Трофимовна переехала в Харьков и возглавила кафедру инфекционных болезней Харьковского медицинского института. Диссертация на соискание ученой степени доктора медицинских наук, научным консультантом которой была профессор Сокол А. С., посвящена особенностям течения инфекционных болезней у лиц пожилого возраста и защищена Тамарой Трофимовна в 1973 году. В 1976 году ей присуждено ученое звание профессора. Плодотворную научно-педагогическую работу Т. Т. Чёрная успешно совмещала с научно-организационной деятельностью. Она была членом Правления Ассоциации инфекционистов Украины. Под её опекой были проведены 1-й (1978 г.) И 3-й (1988 г.) [1] съезды инфекционистов УССР, которые состоялись в Харькове. Тамара Трофимовна продолжала заведовать кафедрой до 1992 года, затем работала в должности профессора кафедры до 2000 года. Долгое время продолжала активную общественную и профессиональную деятельность. Умерла 28 мая 2016 года. Похоронена на Харьковском городском кладбище №18.
Тамара Трофимовна воспитала дочь, которая стала врачом, а внук является кандидатом медицинских наук и продолжает её путь врача-инфекциониста.

## Научный и педагогический вклад
Под руководством Тамары Трофимовны сотрудники кафедры успешно внедрили в клиническую практику исследования функции внешнего дыхания и состояния микроциркуляторного русла, аэрозольтерапию при гриппе, ОРВИ и их осложнениях. С развитием во всем мире новых направлений иммунологии на кафедре активно внедряются иммунологические исследования. Тамара Трофимовна была пионером использования лазеров в терапевтической медицине, и в частности для лечения некоторых инфекционных болезней. Впервые в мире использован метод лазеротерапии для лечения инфекционных больных и получен патент на способ лечения рожи с использованием гелий-неонового лазера. Большое внимание уделялось изучению тропических болезней студентами-иностранцами. Уже в первый год работы Т. Т. Чёрной на кафедре была проведена первая научная студенческая конференция по тропическим инфекциям (1970 г.), которая потом стала традиционной. Под руководством Т. Т. Чёрной подготовлено 9 кандидатов и 1 доктор медицинских наук. Научные идеи Тамары Трофимовны освещены более чем в 200 научных трудах.
Т. Т. Чёрная имеет авторские свидетельства СССР «Способ диагностики дизентерии» (1982), «Способ лечения рожи» (1987 гг.) В 1982 году была награждена нагрудным знаком «Изобретатель СССР» за внедрение изобретения, в котором она является соавтором или автором, созданного после 23 августа 1973 года.

## Основные научные и педагогические работы (индивид. и в соавт.)
- «Эффективность влияния излучения гелий-неонового лазера при лечении больных рожей». «Вестник хирургии им. Грекова», 1988/4
- «Совершенствование межпредметной интеграции учебных программ при изучении инфекционных болезней» // «Актуальные проблемы подготовки медицинских и фармацевтических кадров в Украине». -К.; Х.: ХГМУ, 1995.-С.88-89
- «Клинико-эпидемиологические особенности дифтерии у взрослых в Харьковском регионе» // «Экспериментальная и клиническая медицина: научно-практический журнал». — 1999. — N 2. — С. 239—240
- «Социально-экономическое обоснование организации амбулаторных консультативно-реабилитационных центров лазеротерапии» // «Материалы XVI Международной научно-практической конференции „Применение лазеров в медицине и биологии“». — г. Феодосия, 25-28 сентября 2001 г.- С. 6-7.
- «Внебольничная пневмония: пневмогенный сепсис, клинико-морфологические исследования» // «От фундаментальных исследований — к прогрессу в медицине». — Х.: ХГМУ, 2005.-с.206